# Litýš (České středohoří)
Litýš (491 m n. m.) je vrch v okrese Litoměřice Ústeckého kraje. Leží asi 1 km jihovýchodně od Dolního Týnce a 2,5 km severně od Soběnic na jejich katastrálním území.

## Popis
Je to trachytový kužel se strmými svahy o sklonu 20–35° se skalkami a mrazovými sruby, u kterých lze pozorovat deskovou odlučnost horniny a suťové akumulace. Vrch je porostlý smíšeným lesem se smrkem a dubem. Na vrcholu se nacházejí zříceniny hradu Litýš přístupného odbočkou z červeně značené turistické trasy z Třebušína do Úštěka.

## Geomorfologické zařazení
Geomorfologicky vrch náleží do celku České středohoří, podcelku Verneřické středohoří a okrsku Litoměřické středohoří, dříve Třebušínské středohoří.